# Soela
Soela – wieś w Estonii, w prowincji Sarema, w gminie Leisi.